# Lijst van gemeentelijke monumenten in Utrecht (stad)/Binnenstad/Lange Nieuwstraat e.o.
De buurt Lange Nieuwstraat en omgeving in de wijk Binnenstad van Utrecht kent de volgende 127 gemeentelijke monumenten beschreven in 96 regels (monumentnummers).
| Object | Bouwjaar                                                                 | Architect                                          | Locatie                                                                                  | Coördinaten                 | Nr.       | Afbeelding  |
| --- | ------------------------------------------------------------------------ | -------------------------------------------------- | ---------------------------------------------------------------------------------------- | --------------------------- | --------- | ----------- |
| Woonhuis | 17e eeuw                                                                 |                                                    | A.B.C.-straat 20                                                                         | 52° 5' 11" NB, 5° 7' 31" OL | 0344/1213 | Upload foto |
| Woonhuis |                                                                          |                                                    | A.B.C.-straat 36                                                                         | 52° 5' 12" NB, 5° 7' 33" OL | 0344/1214 | Upload foto |
| Woonhuis |                                                                          |                                                    | A.B.C.-straat 38                                                                         | 52° 5' 12" NB, 5° 7' 34" OL | 0344/1215 | Upload foto |
| Woonhuis | Middeleeuwse oorsprong                                                   |                                                    | Abraham Dolesteeg 1                                                                      | 52° 5' 16" NB, 5° 7' 20" OL | 0344/1216 | Upload foto |
| Servaasbrug; Brug over de Nieuwe gracht bij de aansluiting van de gracht op de Stadsbuitengracht                                                                                     | 1996                                                                     |                                                    | Agnietenstraat; over Nieuwe Gracht                                                       | 52° 5' 5" NB, 5° 7' 40" OL  | 0344/1279 | Upload foto |
| Woonhuis | 16e eeuw, mogelijk ouder                                                 |                                                    | Catharijnesteeg 5                                                                        | 52° 5' 16" NB, 5° 7' 27" OL | 0344/1218 | Upload foto |
| Koetshuis | 17e eeuw                                                                 |                                                    | Catharijnesteeg 6                                                                        | 52° 5' 16" NB, 5° 7' 28" OL | 0344/1219 | Upload foto |
| Zijhuis van het pand Oudegracht 288 met spiltrap uit de 17e eeuw | 1500 (circa)                                                             |                                                    | Dorstige Harthof 9 (achterzijde Oudegracht 288-288bis)                                   | 52° 5' 13" NB, 5° 7' 22" OL | 0344/1093 | Upload foto |
| Kamerwoning | Tweede kwart van de 17e eeuw                                             |                                                    | Eligenstraat 39                                                                          | 52° 5' 7" NB, 5° 7' 34" OL  | 0344/1222 | Upload foto |
| Kamerwoning | Tweede kwart van de 17e eeuw                                             |                                                    | Eligenstraat 41                                                                          | 52° 5' 7" NB, 5° 7' 34" OL  | 0344/1223 | Upload foto |
| Kamerwoning | Tweede kwart van de 17e eeuw                                             |                                                    | Eligenstraat 43                                                                          | 52° 5' 7" NB, 5° 7' 34" OL  | 0344/1224 | Upload foto |
| Kamerwoning | Tweede kwart van de 17e eeuw                                             |                                                    | Eligenstraat 45                                                                          | 52° 5' 7" NB, 5° 7' 35" OL  | 0344/1225 | Upload foto |
| Klein huis | 17e eeuw (waarschijnlijk)                                                |                                                    | Eligenstraat 47                                                                          | 52° 5' 7" NB, 5° 7' 35" OL  | 0344/1226 | Upload foto |
| Woonhuis; helft van dubbelpand | Eerste helft van de 17e eeuw                                             |                                                    | Eligenstraat 49                                                                          | 52° 5' 7" NB, 5° 7' 35" OL  | 0344/1227 | Upload foto |
| Woonhuis; helft van dubbelpand | Eerste helft van de 17e eeuw                                             |                                                    | Eligenstraat 51                                                                          | 52° 5' 7" NB, 5° 7' 35" OL  | 0344/1228 | Upload foto |
| Woonhuis | 17e eeuw                                                                 |                                                    | Eligenstraat 53                                                                          | 52° 5' 7" NB, 5° 7' 35" OL  | 0344/1229 | Upload foto |
| Woonhuis | 16e eeuw                                                                 |                                                    | Eligenstraat 63                                                                          | 52° 5' 8" NB, 5° 7' 37" OL  | 0344/1230 | Upload foto |
| Woonhuis | 16e eeuw                                                                 |                                                    | Eligenstraat 65                                                                          | 52° 5' 8" NB, 5° 7' 37" OL  | 0344/1231 | Upload foto |
| Ziekenhuis; zusterflat Wilhelmina Kinderziekenhuis | 1975 (verbouwing van een bestaand pand)                                  | H.F. Mertens                                       | Groenestraat 100-102-104                                                                 | 52° 5' 10" NB, 5° 7' 34" OL | 0344/1770 | Upload foto |
| Woonhuis/kosterswoning bij de Evangelisch Lutherse kerk; in neo-renaissance stijl | 1886                                                                     | F.J. van Nieuwhuizen                               | Hamburgerstraat 11-11bis                                                                 | 52° 5' 19" NB, 5° 7' 21" OL | 0344/1232 | Upload foto |
| Woonhuis gebouwd om een 18e-eeuwse toegangspoort tot de Abraham Dolesteeg | 1898                                                                     |                                                    | Lange Nieuwstraat 3                                                                      | 52° 5' 18" NB, 5° 7' 22" OL | 0344/1234 | Upload foto |
| Poort die toegang geeft tot achtergelegen Abraham Dolehof, overbouwd door het pand Lange Nieuwstraat 3; oorspronkelijk de toegang tot het Abraham Doleklooster                       | 19e eeuw                                                                 |                                                    | Lange Nieuwstraat 3 en 9 (tussen)                                                        | 52° 5' 18" NB, 5° 7' 22" OL | 0344/1256 | Upload foto |
| Onderkelderd huis van drie lagen gebouwd als onderdeel van het Abraham Doleklooster                                                                                                  | Einde van de vijftiende eeuw                                             |                                                    | Lange Nieuwstraat 5                                                                      | 52° 5' 18" NB, 5° 7' 20" OL | 0344/1235 | Upload foto |
| Woonhuis | 17e eeuw                                                                 |                                                    | Lange Nieuwstraat 16                                                                     | 52° 5' 17" NB, 5° 7' 24" OL | 0344/1236 | Upload foto |
| Woonhuis, Bellemyhuis | Laatste kwart van de 17e eeuw                                            |                                                    | Lange Nieuwstraat 18                                                                     | 52° 5' 17" NB, 5° 7' 24" OL | 0344/1237 | Upload foto |
| Woonhuis | 17e-eeuwse oorsprong                                                     |                                                    | Lange Nieuwstraat 25-25bis                                                               | 52° 5' 16" NB, 5° 7' 23" OL | 0344/1238 | Upload foto |
| Woonhuis met voor- en achterhuis | 17e eeuw                                                                 |                                                    | Lange Nieuwstraat 35                                                                     | 52° 5' 15" NB, 5° 7' 24" OL | 0344/1239 | Upload foto |
| Hoekpand bestaande uit voor- en achterhuis | 18e eeuw (lijstgevel); oudere oorsprong                                  |                                                    | Lange Nieuwstraat 37-37a                                                                 | 52° 5' 15" NB, 5° 7' 24" OL | 0344/1239 | Upload foto |
| Hoekhuis | 17e eeuw (gevel en verhoging); middeleeuwse oorsprong                    |                                                    | Lange Nieuwstraat 39                                                                     | 52° 5' 15" NB, 5° 7' 24" OL | 0344/1241 | Upload foto |
| Herenhuis in classicistische stijl | 1860 (circa)                                                             |                                                    | Lange Nieuwstraat 46                                                                     | 52° 5' 12" NB, 5° 7' 27" OL | 0344/1242 | Upload foto |
| Herenhuis in classicistische stijl | 1860 (circa)                                                             |                                                    | Lange Nieuwstraat 48                                                                     | 52° 5' 12" NB, 5° 7' 27" OL | 0344/1243 | Upload foto |
| Pand met kelder met een tongewelf | 17e eeuw                                                                 |                                                    | Lange Nieuwstraat 61                                                                     | 52° 5' 13" NB, 5° 7' 25" OL | 0344/1244 | Upload foto |
| Woonhuis | 1850 (circa) voorgevel; oudere oorsprong                                 |                                                    | Lange Nieuwstraat 64                                                                     | 52° 5' 9" NB, 5° 7' 29" OL  | 0344/1245 | Upload foto |
| Woonhuis met neorenaissance en classicistische elementen | 19e eeuw (lijstgevel); oudere oorsprong                                  |                                                    | Lange Nieuwstraat 68                                                                     | 52° 5' 9" NB, 5° 7' 29" OL  | 0344/1246 | Upload foto |
| Woonhuis | 1860 (circa) lijstgevel; oudere oorsprong                                |                                                    | Lange Nieuwstraat 70                                                                     | 52° 5' 9" NB, 5° 7' 30" OL  | 0344/1247 | Upload foto |
| Hoekpand | 17e eeuw                                                                 |                                                    | Lange Nieuwstraat 71 (rechter deel)                                                      | 52° 5' 12" NB, 5° 7' 26" OL | 0344/1249 | Upload foto |
| Winkelwoonhuis | 1870 (circa)                                                             |                                                    | Lange Nieuwstraat 71 (linker deel) en 71bis                                              | 52° 5' 12" NB, 5° 7' 26" OL | 0344/1248 | Upload foto |
| Winkelwoonhuis met mezzanino | 1870 (circa)                                                             |                                                    | Lange Nieuwstraat 73-73bis en 71C                                                        | 52° 5' 12" NB, 5° 7' 26" OL | 0344/1250 | Upload foto |
| Woonhuis | Middeleeuwse oorsprong; verbouwd in de 17e eeuw                          |                                                    | Lange Nieuwstraat 79-81A                                                                 | 52° 5' 11" NB, 5° 7' 26" OL | 0344/1252 | Upload foto |
| Woonhuis in neoclassicistische stijl | 1850 (circa) huidige uiterlijk; oudere oorsprong                         |                                                    | Lange Nieuwstraat 81                                                                     | 52° 5' 11" NB, 5° 7' 26" OL | 0344/1251 | Upload foto |
| Woonhuis | 17e eeuw                                                                 |                                                    | Lange Nieuwstraat 83                                                                     | 52° 5' 11" NB, 5° 7' 27" OL | 0344/1253 | Upload foto |
| Woonhuis met achterhuis | 17e eeuw                                                                 |                                                    | Lange Nieuwstraat 99-99bis                                                               | 52° 5' 9" NB, 5° 7' 28" OL  | 0344/1254 | Upload foto |
| Universiteitsgebouwen; Universiteitsmuseum | 1996                                                                     | Koen van Velsen                                    | Lange Nieuwstraat 106                                                                    | 52° 5' 6" NB, 5° 7' 33" OL  | 0344/1818 | Upload foto |
| Winkelwoonhuis | 1870 (circa)                                                             |                                                    | Lange Nieuwstraat 107                                                                    | 52° 5' 8" NB, 5° 7' 29" OL  | 0344/1255 | Upload foto |
| Hoekpand; voorheen onderwijzerswoning en gymnastieklokaal van de naastgelegen St. Nicolaasschool                                                                                     | Eerste helft van de 19e eeuw                                             |                                                    | Nicolaasdwarsstraat 5                                                                    | 52° 4' 57" NB, 5° 7' 31" OL | 0344/1257 | Upload foto |
| Pand ontstaan uit samenvoeging dubbelhuis, met gepleisterde lijstgevel | 18e eeuw, eerste helft (lijstgevel); oudere oorsprong                    |                                                    | Nicolaasdwarsstraat 8                                                                    | 52° 4' 59" NB, 5° 7' 29" OL | 0344/1259 | Upload foto |
| Complex met cavaleriestallen | 1835                                                                     |                                                    | Nicolaasdwarsstraat 20 (voorheen 14-16)                                                  | 52° 4' 59" NB, 5° 7' 34" OL | 0344/1258 | Upload foto |
| Twee blokken van 3 en 4 kamerwoningen; restant van de Sionskameren | 1407-1461                                                                |                                                    | Nieuwegracht 87-119 (achterzijde)                                                        | 52° 5' 12" NB, 5° 7' 31" OL | 0344/1262 | Upload foto |
| Hoekpand | 17e eeuw                                                                 |                                                    | Nieuwegracht 123/123bis                                                                  | 52° 5' 12" NB, 5° 7' 34" OL | 0344/1261 | Upload foto |
| Hoofdhuis | 1500 (circa)                                                             |                                                    | Oudegracht 288-288bis; voor het achterhuis zie Dorstige Harthof 9                        | 52° 5' 12" NB, 5° 7' 21" OL | 0344/1161 | Upload foto |
| Hoekpand in Hollandse neo-renaissancestijl | 1900 (circa)                                                             | M.A. Kuiler                                        | Oudegracht 304 t/m 304bis-A                                                              | 52° 5' 11" NB, 5° 7' 21" OL | 0344/1265 | Upload foto |
| "De Vos en de Craen"; pand met een werfkelder | 15e eeuw (achtergedeelte)                                                |                                                    | Oudegracht 328 t/m 328-C en Oudegracht aan de Werf 328                                   | 52° 5' 8" NB, 5° 7' 22" OL  | 0344/1266 | Upload foto |
| Pand in Hollandse neorenaissance stijl | 1890 (verbouwing); oudere oorsprong                                      |                                                    | Oudegracht 344-344bis en Oudegracht aan de Werf 344                                      | 52° 5' 6" NB, 5° 7' 23" OL  | 0344/1267 | Upload foto |
| Pand in Hollandse neorenaissance stijl | Middeleeuwen (oorsprong)                                                 |                                                    | Oudegracht 352 en Eligenhof 17 en 21                                                     | 52° 5' 5" NB, 5° 7' 24" OL  | 0344/1268 | Upload foto |
| Pand met middeleeuwse werfkelder en twee kelders met een tongewelf | 14e en 153 eeuw (twee kelders en werfkelder); lijstgevel uit de 19e eeuw |                                                    | Oudegracht 360                                                                           | 52° 5' 5" NB, 5° 7' 24" OL  | 0344/1269 | Upload foto |
| Pand met voor- en achterhuis, twee zijhuizen en een werfkelder met tongewelf | 15e eeuw; voorhuis in de 17e eeuw met een verdieping verhoogd            |                                                    | Oudegracht 366 t/m 366B                                                                  | 52° 5' 4" NB, 5° 7' 24" OL  | 0344/1270 | Upload foto |
| Pand met kelders en werfkelder | 19e eeuw (lijstgevel)                                                    |                                                    | Oudegracht 368 en 370B, Oudegracht aan de Werf 368                                       | 52° 5' 3" NB, 5° 7' 24" OL  | 0344/1271 | Upload foto |
| Pand met gepleisterde neoclassicistische gevel | 1870 (verbouwing); oudere oorsprong                                      |                                                    | Oudegracht 374-374bis                                                                    | 52° 5' 3" NB, 5° 7' 24" OL  | 0344/1273 | Upload foto |
| "De Swarte Leeuw"; woonhuis met kelders | 15e eeuw (einde)                                                         |                                                    | Oudegracht 376-376bis                                                                    | 52° 5' 3" NB, 5° 7' 24" OL  | 0344/1274 | Upload foto |
| "De Vergulde olifant", ook wel "De bonten Os"; woonhuis met voor- en achterhuis | 17e en 18 eeuw (verbouwingen); oudere oorsprong                          |                                                    | Oudegracht 380-380bis en Oudegracht aan de Werf 380                                      | 52° 5' 2" NB, 5° 7' 24" OL  | 0344/1275 | Upload foto |
| "De Mostertmole"; woonhuis met kelder | Middeleeuwen (oorsprong)                                                 |                                                    | Oudegracht 384 t/m 384B                                                                  | 52° 5' 2" NB, 5° 7' 25" OL  | 0344/1275 | Upload foto |
| Woonhuis van de architect zelf met "Rietveldraam" | 1999                                                                     | Robert van den Hout                                | Rondpoort 1                                                                              | 52° 4' 59" NB, 5° 7' 23" OL | 0344/1763 | Upload foto |
| Blok van 10 eenlaagswoningen | Midden van de 19e eeuw                                                   |                                                    | Schutterstraat 2 t/m 16 en Doelenstraat 9 en 11                                          | 52° 4' 57" NB, 5° 7' 28" OL | 0344/1277 | Upload foto |
| Blok van 5 eenlaagswoningen | Midden van de 19e eeuw                                                   |                                                    | Schutterstraat 5 t/m 13                                                                  | 52° 4' 56" NB, 5° 7' 28" OL | 0344/1278 | Upload foto |
| Café-woonhuis in Hollandse neorenaissancestijl | 1908                                                                     |                                                    | Twijnstraat 3 en Twijnstraat aan de Werf 1A                                              | 52° 5' 1" NB, 5° 7' 23" OL  | 0344/1284 | Upload foto |
| Winkelwoonpand in Hollandse neorenaissancestijl | 1900 (circa)                                                             |                                                    | Twijnstraat 5 t/m 5B en Twijnstraat aan de Werf 1B                                       | 52° 5' 1" NB, 5° 7' 24" OL  | 0344/1285 | Upload foto |
| Pand bestaande uit voorzijde en een achterzijde aan de werf | 1882 (verhoging met een verdieping); oudere oorsprong                    |                                                    | Twijnstraat 7 t/m 7E; N.B. de achterzijde Tijnstraat aan de Werf 1C is een rijksmonument | 52° 5' 1" NB, 5° 7' 24" OL  | 0344/1285 | Upload foto |
| Pand met kelder | Middeleeuwen (mogelijk)                                                  |                                                    | Twijnstraat 23                                                                           | 52° 4' 59" NB, 5° 7' 24" OL | 0344/1287 | Upload foto |
| Winkelwoonhuis in gepleisterde neorenaissance stijl | 1870 (verbouwing); oudere oorsprong                                      |                                                    | Twijnstraat 24 t/m 24bis-A                                                               | 52° 4' 59" NB, 5° 7' 25" OL | 0344/1288 | Upload foto |
| Pand gebouwd in neo-classicistische vormgeving met neo-renaissance winkelpui | 186 (circa)                                                              |                                                    | Twijnstraat 25-25bis                                                                     | 52° 4' 59" NB, 5° 7' 24" OL | 0344/1289 | Upload foto |
| Pakhuis met trapgevel | 186 (circa)                                                              | 1827 en 1877 (gevelstenen); middeleeuwse oorsprong | Twijnstraat 25 (aan de achterzijde aan de werf)                                          | 52° 4' 59" NB, 5° 7' 23" OL | 0344/1282 | Upload foto |
| Winkelwoonhuis | 1882                                                                     |                                                    | Twijnstraat 28                                                                           | 52° 4' 59" NB, 5° 7' 25" OL | 0344/1290 | Upload foto |
| Winkelwoonhuis | Middeleeuwen (oorsprong); 18e-eeuwse aanpassingen                        |                                                    | Twijnstraat 34-34bis                                                                     | 52° 4' 58" NB, 5° 7' 25" OL | 0344/1291 | Upload foto |
| Pand in neoclassicistische vormgeving | 19e eeuw, derde kwart                                                    |                                                    | Twijnstraat 35 (aan achterzijde van)                                                     | 52° 4' 59" NB, 5° 7' 24" OL | 0344/1283 | Upload foto |
| Pand in neoclassicistische vormgeving | 19e eeuw, derde kwart                                                    |                                                    | Twijnstraat 37 t/m 37B                                                                   | 52° 4' 59" NB, 5° 7' 24" OL | 0344/1292 | Upload foto |
| Pand in neoclassicistische vormgeving | 19e-eeuws karakter; oudere oorsprong                                     |                                                    | Twijnstraat 39-39bis                                                                     | 52° 4' 59" NB, 5° 7' 24" OL | 0344/1293 | Upload foto |
| Woonhuis | Middeleeuwen; 17e-eeuwse voorgevel                                       |                                                    | Twijnstraat 44-44A                                                                       | 52° 4' 57" NB, 5° 7' 25" OL | 0344/1294 | Upload foto |
| Woonhuis | 16e eeuw (opzet); 17e-eeuwse verbouwing                                  |                                                    | Twijnstraat 45                                                                           | 52° 4' 58" NB, 5° 7' 24" OL | 0344/1295 | Upload foto |
| Woonhuis | Middeleeuwen (opzet); 17e-eeuwse verbouwing                              |                                                    | Twijnstraat 47 t/m 47B                                                                   | 52° 4' 58" NB, 5° 7' 24" OL | 0344/1296 | Upload foto |
| Woonhuis bestaand uit voor- en achterhuis | 17e eeuw                                                                 |                                                    | Twijnstraat 54                                                                           | 52° 4' 56" NB, 5° 7' 26" OL | 0344/1297 | Upload foto |
| Woonhuis | 17e eeuw                                                                 |                                                    | Twijnstraat 56 en Doelenstraat 5-5A                                                      | 52° 4' 56" NB, 5° 7' 26" OL | 0344/1298 | Upload foto |
| Woonhuis bestaand uit voor- en achterhuis, kelder en werfkelder | 17e eeuw                                                                 |                                                    | Twijnstraat 69 en Twijnstraat aan de Werf 12A                                            | 52° 4' 56" NB, 5° 7' 24" OL | 0344/1299 | Upload foto |
| Woonhuis | Middeleeuwen                                                             |                                                    | Twijnstraat 75                                                                           | 52° 4' 56" NB, 5° 7' 25" OL | 0344/1300 | Upload foto |
| Woonhuis | Middeleeuwen                                                             |                                                    | Twijnstraat 77-77bis                                                                     | 52° 4' 56" NB, 5° 7' 25" OL | 0344/1301 | Upload foto |
| Woonhuis | Middeleeuwen (oorsprong); 17-eeuwse verbouwing                           |                                                    | Twijnstraat 79 t/m 79E                                                                   | 52° 4' 55" NB, 5° 7' 25" OL | 0344/1302 | Upload foto |
| Complex van 12 panden met totaal 52 woningen. N.B. de panden Eligenhof 15-25 maken deel uit van het Rijksmonument Oudegracht 354                                                     | 1977                                                                     | Coen Temminck Groll en Paulus van Vliet            | Vrouwjuttenhof 1 t/m 53, Eligenhof 15 t/m 25                                             | 52° 5' 6" NB, 5° 7' 25" OL  | 0344/1941 | Upload foto |
| Woonhuis met lijstgevel |                                                                          |                                                    | Vrouwjuttenstraat 2-2bis                                                                 | 52° 5' 7" NB, 5° 7' 24" OL  | 0344/1304 | Upload foto |
| Poortje met een sluitsteen waarop een eenhoorn is afgebeeld; achteruitgang van een 17e-eeuws pand genaamd "Dit is in de eenhoorn", dat later is opgesplitst in Oudegracht 338 en 340 | 17e eeuw; 19e-eeuwse aanpassingen, in 1994 gerestaureerd                 |                                                    | Vrouwjuttenstraat 2 en 6 (tussen de panden)                                              | 52° 5' 7" NB, 5° 7' 24" OL  | 0344/1303 | Upload foto |
| Woonhuis | 17e eeuw                                                                 |                                                    | Vrouwjuttenstraat 16                                                                     | 52° 5' 7" NB, 5° 7' 26" OL  | 0344/1305 | Upload foto |
| Woonhuis | 17e eeuw                                                                 |                                                    | Vrouwjuttenstraat 18                                                                     | 52° 5' 8" NB, 5° 7' 26" OL  | 0344/1306 | Upload foto |
| Woonhuis | 17e eeuw                                                                 |                                                    | Vrouwjuttenstraat 20                                                                     | 52° 5' 8" NB, 5° 7' 26" OL  | 0344/1307 | Upload foto |
| Woonhuis | 19e eeuw                                                                 |                                                    | Vrouwjuttenstraat 38                                                                     | 52° 5' 8" NB, 5° 7' 28" OL  | 0344/1308 | Upload foto |
| Woonhuis | 19e eeuw                                                                 |                                                    | Vrouwjuttenstraat 40-40bis                                                               | 52° 5' 8" NB, 5° 7' 28" OL  | 0344/1309 | Upload foto |
| Twee huizen in een ontwerp; in een romantische classicistische stijl | 1870 (circa)                                                             |                                                    | Zuilenstraat 1 t/m 1-2 en 1A                                                             | 52° 5' 12" NB, 5° 7' 27" OL | 0344/1312 | Upload foto |
| Koetshuis met bovenwoning in neoclassicistische stijl | 1870 (circa)                                                             |                                                    | Zuilenstraat 3 t/m 3G                                                                    | 52° 5' 12" NB, 5° 7' 27" OL | 0344/1313 | Upload foto |
| Fabrieksschoorsteen voormalige firma Wilbrink en Co. | 1936 (vermoedelijk)                                                      |                                                    | Zuilenstraat 15 (achterzijde bij Nieuwegracht 109)                                       | 52° 5' 12" NB, 5° 7' 32" OL | 0344/1561 | Upload foto |